# Lepiosaphes ulmi
Lepiosaphes ulmi là một loài côn trùng trong họ Diaspididae. Loài này được Linnaeus miêu tả khoa học đầu tiên năm 1758.
Đây là loài gây hại phát triển phổ biến ở Uzbekistan.